# 商丘师范学院
商丘师范学院是位于中华人民共和国河南省商丘市的一所省属普通本科院校，其历史可以追溯到1905年创办的“归德府中学堂”。2000年3月21日，经中华人民共和国教育部批准，由商丘师范高等专科学校和商丘教育学院合并建立。

## 历史沿革

### 清朝晚期
- 1905年（光绪31年）8月，范文正公讲院改为归德府中学堂。[3]

### 中华民国初期
- 1911年（民国元年）归德府中学堂迁至旧试院，更名河南省立商丘中学,占地10亩零5厘，学生3班。
- 1921年（民国10年）3月，更名河南省第三中学，有学生4班。
- 1927年（民国16年）8月，更名河南省立第二中学，学制改为3年。
  - 1933年（民国22年）拥有初中三个年级，每年级两班，共187人。
- 1933年（民国22年）暑假后，复名河南省立商丘中学。并在镇台衙门增设了高中部，招收高中一年级新生1个班。
  - 1934年（民国23年）又招收新生两班。
  - 1935年（民国24年）再招收新生两班，河南省立商丘中学成为完全中学，高中学制3年。

### 抗日战争时期
- 1938年（民国27年）1月，在校长王德明的带领下，学校迁至河南省淮阳县。高中部借用淮阳师范（今周口幼儿师范学校[4]）的一部分校舍，初中部借用当地一私立初中为校址。
  - 7月，因豫东沦陷，学校迁至河南省鲁山县。
  - 11月，因武汉失守，豫南各县沦为战区，学校又迁至河南省淅川县城西80里处的黄河街，后因部分草房起火，又迁至县东50里处的马镫镇。
- 1945年（民国34年）春，因敌伪进犯豫西，师生先后逃亡到西安、宝鸡等地。
  - 日本投降后，当年12月，由刘欣安老师带领师生回到原址复校。

### 第二次国共内战时期
- 第二次国共内战前夕，高中奉令南迁浙江省义乌县佛堂镇，后返回商丘。

### 中华人民共和国时期
- 1949年，河南省立商丘师范、商丘县立师范附属初中班、私立粹英中学并入。
- 1953年，迁往商丘市西南郊区（今商丘师范学院睢阳校区）。
  - 高中部单独建制为河南省立商丘第一高级中学。
  - 初中部单独建制为河南省立商丘第二初级中学。 于1956年迁回商丘县城，发展至今商丘市第二高级中学（又名商丘华侨良浩高级中学）。[5]
- 1958年，新建商丘大学（专科）。
- 1975年，在商丘大学基础上创办商丘师范学院，后更名商丘师范学校。
- 1977年，恢复高考后，在商丘师范学校附设“商丘师范大专班”。
- 1981年7月，经国务院批准设立商丘师范专科学校。
- 1992年4月，学校更名为商丘师范高等专科学校。
- 2000年3月，经教育部批准，商丘师范高等专科学校与商丘教育学院合并成立了商丘师范学院，成为商丘一所省属普通本科院校。
  - 商丘教育学院在1981年成立。[6]

## 院系设置
学校现有人文学院（应天书院），传媒学院，法学院，经济管理学院，数学与统计学院，电子电气工程学院，化学化工学院，外语学院，体育学院，生物与食品学院，音乐学院，美术学院，信息技术学院，艺术设计学院，教师教育学院，测绘与规划学院，建筑工程学院，继续教育学院，马克思主义学院，国际教育学院，创新创业学院等教学单位

## 教学科研

### 重点学科
第九批河南省重点学科：社会学，中国现当代文学，理论物理，分析化学，微生物学，摄影测量与遥感

### 重点科研单位
- 河南省省级重点实验室：河南省生物分子识别与传感重点实验室[9]
- 河南省高校人文社会科学重点研究基地：汉梁文化研究中心[10]

## 校园环境

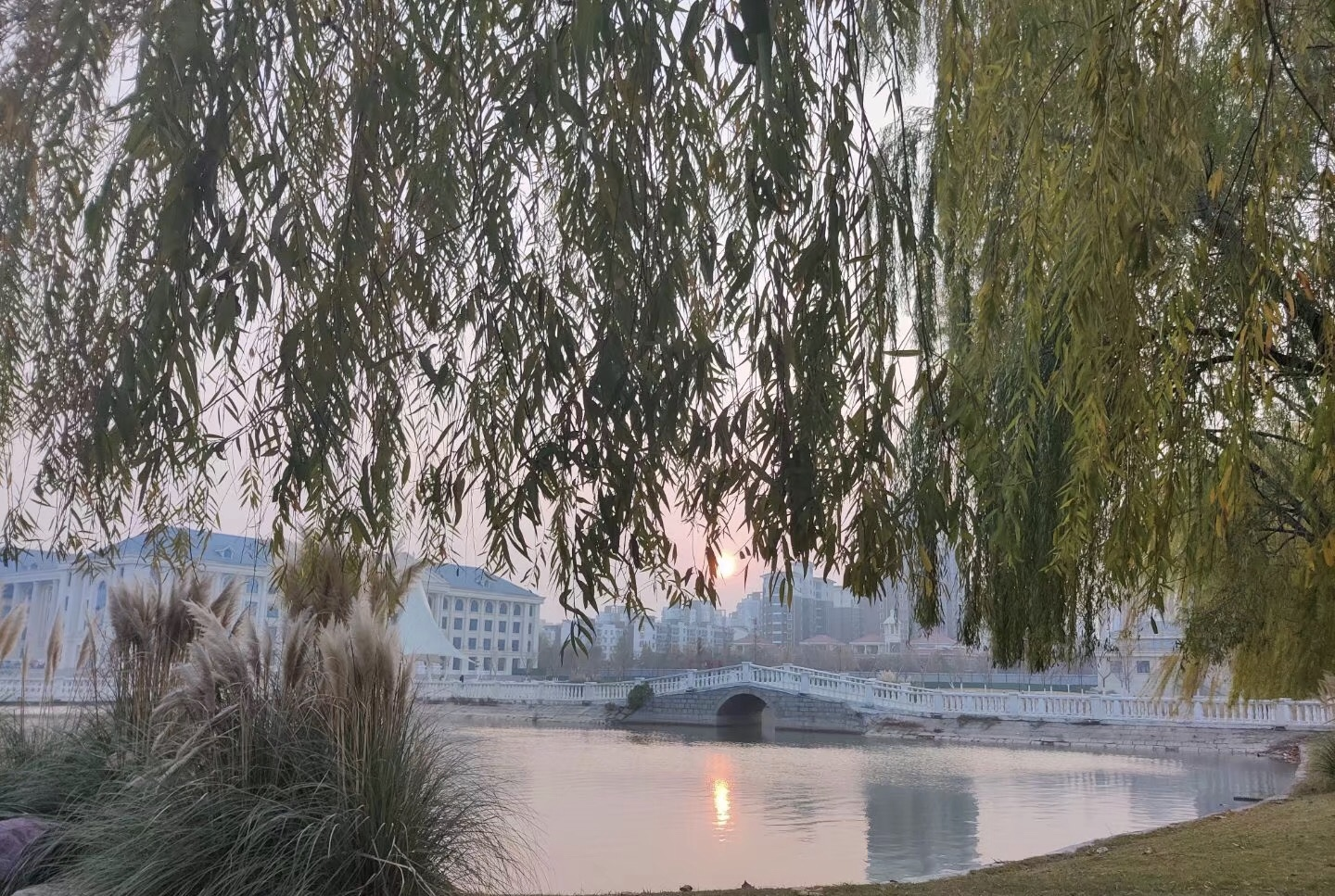
商丘師範學院校內

### 梁园校区
2002年开始建设并使用，因校区坐落在商丘市梁园区内而得名，也称平原路校区或新校区。学校行政单位，以及文史与艺术类专业教研单位在此校区。地址是商丘市梁园区平原中路55号。

### 睢阳校区
1953年开始建设并使用，因校区坐落在商丘市睢阳区内而得名，也称文化路校区或老校区。学校理工类专业教研单位在此校区。地址是商丘市睢阳区文化路289号。